# Гевгелийска афера
Гевгелийската афера от февруари 1902 година е провал в дейността на Вътрешната македоно-одринска революционна организация, който разстройва организационната мрежа в Солунски революционен окръг.
Тя започва след изпълнената смъртна присъда на трима дейци на ВМОРО в Гевгели от страна на четата на Дино Диновски - Гоце Атанасов Вашилкин, Илия Попилиев и Петър Прилепчанина (Кръчмаря). За присъдата не е известен войводата Коста Христов Попето, но пристигналият на ревизия Гоце Делчев не оспорва присъдите.
Османските власти научават за случилото се и залавят куриера на организацията Дино Балабанов от Кованец, който след мъчения признава че заедно с Тано Пърдешлията (гъркоманин, участник във ВМОРО) са отвели тримата граждани при четата. Тано Пърдешлията след мъчения издава главните хора в града Дельо Зафиров, Мицо Пиперов, а Дино Фильов успява да избяга в нелегалност. След това са заловени още Трайко Кайтазов, Мито Туфекчиев, Анастас Вашилкин, Ташо Смолски, Дзафо Зафиров и други. След мъчения и съдебен процес на по 101 години затвор са осъдени Мицо Пиперов, Дельо Зафиров и Анастас Вашилкин, от останалите някои са осъдени на по 3 години затвор, а други са оправдани. В Шльопинци арестуваният Анастас Атанасов след бой предава ръководителя на местния комитет Христо Мицков, брат на убития Ташко Мицев, но той съумява да мине в нелегалност и аферата заглъхва.